# Simandres
Simandres é uma comuna francesa na região administrativa de Auvérnia-Ródano-Alpes, no departamento de Ródano. Estende-se por uma área de 10,45 km². Em 2010 a comuna tinha 1 808 habitantes (densidade: 173 hab./km²).